# Disocactus × moennighoffii
Disocactus × moennighoffii je hibridni kaktus, "roditelji" su mu Disocactus flagelliformis i Disocactus martianus.
- Ime:  Disocactus 'Moennighoffii'
- Drugi nazivi:  Aporocactus williamsonii, Disocactus 'Williamsonii', Cereus moennighoffii, Aporocactus moennighoffii
- Porodica:  Cactaceae
- Preporučena temperatura:  Noć: 10-11°C
- Tolerancija hladnoće:  držati ga iznad 10°C
- Minimalna temperatura:  10°C
- Izloženost suncu:  treba biti na svjetlu
- Porijeklo:  ovaj kaktus je hibrid Disocactusa flagelliformisa i Disocactusa martinausa
- Opis:  epifitni kaktus,ima iste kakrakteristike kao i drugi kaktusi iz ove grupe
- Cvjetovi: crvene su boje,mogu biti i skoro ljubičaste

## Vanjske poveznice
|  | Wikivrste imaju podatke o taksonu Disocactus × moennighoffii |